# Estació de Calais-Fréthun
Calais-Fréthun és una estació ferroviària situada a Fréthun (Pas de Calais, França). Està molt a prop de la terminal de l'Eurotúnel a Coquelles.
És servida pels trens del  Nord-Pas-de-Calais (de Boulogne-Ville a Lille-Flandres i de Calais-Ville a Amiens) i pels Eurostars (a Londes, Lilla i Brussel·les).
De fet, comprèn tres seccions:
- l'últim punt de control de seguretat abans de l'entrada al túnel, així com per a les formalitats duaneres o el canvi de locomotores;
- una secció per als viatgers de l'Eurostar;
- una estació servida pels trens del  Nord-Pas-de-Calais

Com que aquestes seccions es troben a diferents nivells, els viatgers ho tenen complicat per desplaçar-se, ja que cal pujar/baixar moltes escales entre l'andana dels TER i el pàrquing.
Hi ha busos SNCF que duen els viatgers a l'estació de Calais-Ville.
| Provinença            | Estació anterior      | Línia              | Estació següent | Destinació                                   |
| --------------------- | --------------------- | ------------------ | --------------- | -------------------------------------------- |
| Ashford International | Ashford International | Eurostar           | Lille-Europe    | Lille-Europe / Bruxelles-Midi / Gare du Nord |
| Calais-Ville          | Les Fontinettes       | Nord-Pas-de-Calais | Pihen           | Amiens                                       |
| Boulogne-Ville        | Pihen                 | Nord-Pas-de-Calais | Les Fontinettes | Lille-Flandres (via Calais-Ville)            |